# Aplomera difficilis
Aplomera difficilis är en tvåvingeart som beskrevs av Collin 1933. Aplomera difficilis ingår i släktet Aplomera och familjen dansflugor. Inga underarter finns listade i Catalogue of Life.